# Јок-утијски језици
Јок-утијски језици су предложена (хипотетичка) језичка породица која укључује језике три америчка староседелачка народа са територије државе Калифорније. А то су Јокати и утијски народи, Мивоци и Олони (Костаноани). Јок-утијски језици припадају хипотетичкој пенутијској групи језика.

## Класификација
- Јок-утијски језици:
  - Јокатски језици
  - Утијски језици
    - Мивочки језици
    - Олонски језици (или костаноански језици)

## Историја хипотезе
Постојање везе између јокатских и утијских језика је примећено још 1986. приликом покушаја реконструкције њихових прајезика. Џефри Гембл је 1991. предложио постојање јок-утијске породице и дао јој је име. Додатне доказе о постојању ове породице је представила Кетрин Калахан, она је заговарала постојање ове породице на основу великог броја лексичких, морфолошких и фонолошких сличности између реконструисаних прајезика. Ипак, према заговорницима постојања ове језичке породице, представљени докази иако су убедљиви нису дефинитивни.

## Порекло
Према хипотези о постојању прајок-утијског језика, њиме су пре 4.500 година на територији Великог басена говорили преци јок-утијских народа. Пре 2.500 година дошло је до поделе, када су преци утијских народа напустили територију Великог басена и населили се у Калифорнију, тада је настао праутијски језик. Праолонски језик се развио из праутијског језика у источном делу заливске области Сан Франциска око 1500. године пре нове ере. Док је прамивочки језик настао у северном делу заливске области Сан Франциска између 1000. и 500. п. н. е., одакле се раширио на запад и југ. Преци јок-утијских народа који су остали на територији Великог басена након одласка предака утијских народа развили су прајокатски језик и тек касније су мигрирали у Калифорнију.
Према алтернативној теорији Скота ДеЛенсија и Виктора Голе могуће је и да су преци јок-утијских народа заједно дошли са територије Великог басена у Калифорнију, где је касније дошло до поделе јок-утијских језика и њиховог даљег ширења.

## Сличности између прајезика
Пример сличности између реконструисаних прајокатског и праутијског језика.
| Прајокатски | Праутијски | Српски     |
| ----------- | ---------- | ---------- |
| [*wa?in]    | [*wdja]    | „дати”     |
| [*?ath-]    | [*?at-]    | „поделити” |

Ипак, према заговорницима постојања ове језичке породице, представљени докази иако су убедљиви нису дефинитивни. Имајући у виду чињеницу да су јокатски и утијски језици били у контакту хиљадама година, могуће је и да сличности између њих постоје због међусобног позајмљивања речи, а не због постојања заједничког прајезика.
Према Кетрин Калахан јок-утијски језици могу бити укључени у хипотетичку пенутијску групу језика, али само постојање јок-утијске породице језика не доказује постојање пенутијске групе језика.